# Samopodobnost
Sámopodóbnost v matematiki ponazarja objekte, ki so strogo ali približno podobni delu samega sebe, kar pomeni, da ima celota enako obliko kot en ali več njenih delov. Veliko objektov v stvarnem življenju, kot so na primer obrisi obale, so statistično samopodobni: njihovi deli kažejo enake statistične lastnosti v različnih merilih. Samopodobnost je tipična lastnost fraktalov.
Invariantnost merila je natančna oblika samopodobnosti, kjer pri poljubni povečavi obstaja manjši del objekta podoben celoti. Stran Kochove snežinke je na primer simetrična in invariantna v merski lestvici; lahko se jo brez prestanka povečuje trikrat brez spremembe oblike.

## Matematična definicija
Kompaktni topološki prostor X je samopodoben, če obstaja končna množica S, ki indeksira množico nesurjektivnih homeomorfizmov {\displaystyle \{f_{s}\}_{s\in S}\!\,}, za katere velja:
{\displaystyle X=\cup _{s\in S}f_{s}(X)\!\,.}
Če je {\displaystyle X\subset Y\!\,}, se imenuje prostor X samopodoben, če je edina neprazna podmnožica Y, tako da zgornja enačba velja za {\displaystyle \{f_{s}\}_{s\in S}\!\,}.
{\displaystyle {\mathfrak {L}}=(X,S,\{f_{s}\}_{s\in S})\!\,}
se imenuje samopodobna struktura. Homeomorfizmi so lahko iterirani, kar privede do sistema iterirane funkcije. Kompozitum funkcij tvori algebrsko strukturo monoidov. Kadar ima množica S le dva elementa, se monoid imenuje diadični monoid. Diadični monoid se lahko predstavlja kot neskončno dvojiško drevo, oziroma bolj splošno, če ima množicaS p elementov, se lahko monoid predstavi kot p-adično drevo.
Avtomorfizmi diadičnega monoida tvorijo modularno grupo. Avtomorfizme se lahko predstavlja kot hiperbolične zasuke dvojiškega drevesa.

## Zgledi
Mandelbrotova in Juliajeva množica sta na primer samopodobni okrog Misiurewiczevih točk.
Samopodobnost je pomembna pri gradnji računalniških mrež, saj ima tipični mrežni prenos lastnosti samopodobnosti. V telekomunikacijski tehniki se zdijo prenosni vzorci paketno preklopljenih podatkov statistično samopodobni. Ta lastnost pomeni, da preprosti modeli, ki uporabljajo Poissonovo porazdelitev, niso točni, tako da mreže, ki so grajene brez upoštevanja samopodobnosti, verjetno ne bodo delovale pravilno. 
Podobno gibanja na borznem trgu kažejo lastnosti samoafinosti, kar pomeni, da izgledajo samopodobni, če se jih transformira z ustrezno afino preslikavo za nivo podrobnosti, ki se proučuje.